# A Maffiózók epizódjainak listája
Ez a cikk a Maffiózók című sorozat epizódjait listázza.

## Évados áttekintés
| Évad | Évad | Epizódok | Eredeti sugárzás     | Eredeti sugárzás  | Eredeti adó |
| Évad | Évad | Epizódok | Évadpremier          | Évadfinálé        | Eredeti adó |
| ---- | ---- | -------- | -------------------- | ----------------- | ----------- |
|      | 1    | 13       | 1999. január 10.     | 1999. április 4.  | HBO         |
|      | 2    | 13       | 2000. január 16.     | 2000. április 9.  | HBO         |
|      | 3    | 13       | 2001. március 4.     | 2001. május 20.   | HBO         |
|      | 4    | 13       | 2002. szeptember 15. | 2002. december 8. | HBO         |
|      | 5    | 13       | 2004. március 7.     | 2004. június 6.   | HBO         |
|      | 6    | 21       | 2006. március 12.    | 2007. június 10.  | HBO         |

## 1. évad (1999)
| Sor. | Év. | Cím                                                       | Rendező             | Író                                            | Premier                               | Nézettség   |
| ---- | --- | --------------------------------------------------------- | ------------------- | ---------------------------------------------- | ------------------------------------- | ----------- |
| 1.   | 1.  | A Soprano család (The Sopranos)                           | David Chase         | David Chase                                    | 1999. január 10. 2002. június 19.     | 3,45 millió |
| 2.   | 2.  | Vágyak (46 Long)                                          | Dan Attias          | David Chase                                    | 1999. január 17.                      | n.a         |
| 3.   | 3.  | Tagadás, harag és megbékélés (Denial, Anger, Acceptance)  | Nick Gomez          | Mark Saraceni                                  | 1999. január 24.                      | n.a         |
| 4.   | 4.  | Hatalmi kérdések (Meadowlands)                            | John Patterson      | Jason Cahill                                   | 1999. január 31.                      | n.a         |
| 5.   | 5.  | Mindenki a maga iskoláját járja (College)                 | Allen Coulter       | James Manos Jr. és David Chase                 | 1999. február 7.                      | n.a         |
| 6.   | 6.  | Családi ügyek (Pax Soprana)                               | Alan Taylor         | Frank Renzulli                                 | 1999. február 14.                     | n.a         |
| 7.   | 7.  | Lenyakazás (Down Neck)                                    | Lorraine Senna      | Robin Green & Mitchell Burgess                 | 1999. február 21.                     | n.a         |
| 8.   | 8.  | Érzelmek férfi módra (The Legend of Tennessee Moltisanti) | Tim Van Patten      | Frank Renzulli és David Chase                  | 1999. február 28.                     | n.a         |
| 9.   | 9.  | Műbalhék (Boca)                                           | Andy Wolk           | Jason Cahill és Robin Green & Mitchell Burgess | 1999. március 7.                      | n.a         |
| 10.  | 10. | Slágergyanús (A Hit Is a Hit)                             | Matthew Penn        | Joe Bosso és Frank Renzulli                    | 1999. március 14. 2002. augusztus 28. | n.a         |
| 11.  | 11. | Senki sem tud semmit (Nobody Knows Anything)              | Henry J. Bronchtein | Frank Renzulli                                 | 1999. március 21. 2002. szeptember 4. | n.a         |
| 12.  | 12. | Isabella (Isabella)                                       | Allen Coulter       | Robin Green & Mitchell Burgess                 | 1999. március 28.                     | 4,19 millió |
| 13.  | 13. | Ezt megúsztad Tony! (I Dream of Jeannie Cusamano)         | John Patterson      | David Chase                                    | 1999. április 4.                      | 5,22 millió |

## 2. évad (2000)
| Sor. | Év. | Cím                                                    | Rendező             | Író                                              | Premier                            | Nézettség   |
| ---- | --- | ------------------------------------------------------ | ------------------- | ------------------------------------------------ | ---------------------------------- | ----------- |
| 14.  | 1.  | A dilidoki (Guy Walks into a Psychiatrist's Office...) | Allen Coulter       | Jason Cahill                                     | 2000. január 16. 2002. október 10. | 7,64 millió |
| 15.  | 2.  | Felejts, hogy élhess! (Do Not Resuscitate)             | Martin Bruestle     | Robin Green & Mitchell Burgess és Frank Renzulli | 2000. január 23.                   | 5,33 millió |
| 16.  | 3.  | Pá, fiúk! (Toodle-Fucking-Oo)                          | Lee Tamahori        | Frank Renzulli                                   | 2000. január 30.                   | 5,60 millió |
| 17.  | 4.  | Az óhazában (Commendatori)                             | Tim Van Patten      | David Chase                                      | 2000. február 6. 2002. november 1. | 7,16 millió |
| 18.  | 5.  | A nagylányok nem sírnak (Big Girls Don't Cry)          | Tim Van Patten      | Terence Winter                                   | 2000. február 13.                  | 5,34 millió |
| 19.  | 6.  | A nagy játszma (The Happy Wanderer)                    | John Patterson      | Frank Renzulli                                   | 2000. február 20.                  | 5,83 millió |
| 20.  | 7.  | Mi az élet értelme? (D-Girl)                           | Allen Coulter       | Todd A. Kessler                                  | 2000. február 27.                  | 6,66 millió |
| 21.  | 8.  | A bőrkabát (Full Leather Jacket)                       | Allen Coulter       | Robin Green & Mitchell Burgess                   | 2000. március 5.                   | 6,29 millió |
| 22.  | 9.  | Végtelen határok (From Where to Eternity)              | Henry J. Bronchtein | Michael Imperioli                                | 2000. március 12.                  | 7,18 millió |
| 23.  | 10. | A nyomozás (Bust Out)                                  | John Patterson      | Frank Renzulli és Robin Green & Mitchell Burgess | 2000. március 19.                  | 7,62 millió |
| 24.  | 11. | Házi őrizet (House Arrest)                             | Tim Van Patten      | Terence Winter                                   | 2000. március 26.                  | 5,51 millió |
| 25.  | 12. | Herceg fehér lovon (The Knight in White Satin Armor)   | Allen Coulter       | Robin Green & Mitchell Burgess                   | 2000. április 2.                   | 5,44 millió |
| 26.  | 13. | Elátkozott kastély (Funhouse)                          | John Patterson      | David Chase és Todd A. Kessler                   | 2000. április 9. 2003. január 16.  | 8,97 millió |

## 3. évad (2001)
| Sor. | Év. | Cím                                                            | Rendező             | Író | Premier           | Nézettség    |
| ---- | --- | -------------------------------------------------------------- | ------------------- | --- | ----------------- | ------------ |
| 27.  | 1.  | Ahol Mr. Ruggerio él (Mr. Ruggerio's Neighborhood)             | Allen Coulter       | David Chase | 2001. március 4.  | 11,26 millió |
| 28.  | 2.  | Isten veled, Lívia! (Proshai, Livushka)                        | Tim Van Patten      | David Chase | 2001. március 4.  | 11,35 millió |
| 29.  | 3.  | A szerencse fia (Fortunate Son)                                | Henry J. Bronchtein | Todd A. Kessler | 2001. március 11. | 8,37 millió  |
| 30.  | 4.  | A hónap dolgozója (Employee of the Month)                      | John Patterson      | Robin Green & Mitchell Burgess | 2001. március 18. | 7,96 millió  |
| 31.  | 5.  | Szemet szemért (Another Toothpick)                             | Jack Bender         | Terence Winter | 2001. március 25. | 7,40 millió  |
| 32.  | 6.  | Egy szerelem vége (University)                                 | Allen Coulter       | Történet: David Chase & Terence Winter & Todd A. Kessler és Robin Green & Mitchell Burgess Tévéjáték: Terence Winter és Salvatore J. Stabile | 2001. április 1.  | 8,44 millió  |
| 33.  | 7.  | Beteg a test, beteg a lélek (Second Opinion)                   | Tim Van Patten      | Lawrence Konner | 2001. április 8.  | 9,21 millió  |
| 34.  | 8.  | Hálaadás (He Is Risen)                                         | Allen Coulter       | Robin Green & Mitchell Burgess és Todd A. Kessler                                                                                            | 2001. április 15. | 8,60 millió  |
| 35.  | 9.  | Örömök és bosszúságok (The Telltale Moozadell)                 | Dan Attias          | Michael Imperioli | 2001. április 22. | 8,64 millió  |
| 36.  | 10. | Isten óvjon a sátántól! (...To Save Us All from Satan's Power) | Jack Bender         | Robin Green & Mitchell Burgess | 2001. április 29. | 8,44 millió  |
| 37.  | 11. | A barreni erdő (Pine Barrens)                                  | Steve Buscemi       | Történet: Tim Van Patten & Terence Winter Tévéjáték: Terence Winter                                                                          | 2001. május 6.    | 8,79 millió  |
| 38.  | 12. | Ahonnan nincs visszatérés (Amour Fou)                          | Tim Van Patten      | Történet: David Chase Tévéjáték: Frank Renzulli                                                                                              | 2001. május 13.   | 5,81 millió  |
| 39.  | 13. | Egyszemélyes hadsereg (Army of One)                            | John Patterson      | David Chase & Lawrence Konner | 2001. május 20.   | 9,46 millió  |

## 4. évad (2002)
| Sor. | Év. | Cím                                                         | Rendező             | Író | Premier              | Nézettség    |
| ---- | --- | ----------------------------------------------------------- | ------------------- | --- | -------------------- | ------------ |
| 40.  | 1.  | Ezek a fránya adósságok (For All Debts Public and Private)  | Allen Coulter       | David Chase | 2002. szeptember 15. | 13,43 millió |
| 41.  | 2.  | A titkosügynök (No Show)                                    | John Patterson      | Terence Winter és David Chase | 2002. szeptember 22. | 11,21 millió |
| 42.  | 3.  | Kolombusz tojása (Christopher)                              | Tim Van Patten      | Történet: Michael Imperioli és Maria Laurino Tévéjáték: Michael Imperioli                                                                         | 2002. szeptember 29. | 10,97 millió |
| 43.  | 4.  | Súlyprobléma (The Weight)                                   | Jack Bender         | Terence Winter | 2002. október 6.     | 10,67 millió |
| 44.  | 5.  | A versenyló (Pie-O-My)                                      | Henry J. Bronchtein | Robin Green & Mitchell Burgess | 2002. október 13.    | 9,76 millió  |
| 45.  | 6.  | Fenejó üzlet (Everybody Hurts)                              | Steve Buscemi       | Michael Imperioli | 2002. október 20.    | 10,46 millió |
| 46.  | 7.  | A nagy fogás (Watching Too Much Television)                 | John Patterson      | Történet: David Chase & Robin Green & Mitchell Burgess & Terence Winter Tévéjáték: Terence Winter és Nick Santora                                 | 2002. október 27.    | 9,72 millió  |
| 47.  | 8.  | Felebarátod nőjet el ne szeresd! (Mergers and Acquisitions) | Dan Attias          | Történet: David Chase & Robin Green & Mitchell Burgess & Terence Winter Tévéjáték: Lawrence Konner                                                | 2002. november 3.    | 10,97 millió |
| 48.  | 9.  | Gyújtogatás (Whoever Did This)                              | Tim Van Patten      | Robin Green & Mitchell Burgess | 2002. november 10.   | 9,83 millió  |
| 49.  | 10. | Elvonási tünetek (The Strong, Silent Type)                  | Alan Taylor         | Történet: David Chase Tévéjáték: Terence Winter és Robin Green & Mitchell Burgess                                                                 | 2002. november 17.   | 10,68 millió |
| 50.  | 11. | Egy tisztességes üzlet (Calling All Cars)                   | Tim Van Patten      | Történet: David Chase & Robin Green & Mitchell Burgess & Terence Winter Tévéjáték: David Chase & Robin Green & Mitchell Burgess és David Flebotte | 2002. november 24.   | 11,12 millió |
| 51.  | 12. | Mi bántja a lelkedet? (Eloise)                              | James Hayman        | Terence Winter | 2002. december 1.    | 11,07 millió |
| 52.  | 13. | Tengerparti vityillo (Whitecaps)                            | John Patterson      | Robin Green & Mitchell Burgess és David Chase | 2002. december 8.    | 12,48 millió |

## 5. évad (2004)
| Sor. | Év. | Cím                                                  | Rendező           | Író                                           | Premier                              | Nézettség    |
| ---- | --- | ---------------------------------------------------- | ----------------- | --------------------------------------------- | ------------------------------------ | ------------ |
| 53.  | 1.  | Mi van az álarc mögött? (Two Tonys)                  | Tim Van Patten    | Terence Winter és David Chase                 | 2004. március 7. 2005. augusztus 24. | 12,14 millió |
| 54.  | 2.  | Besúgok (Rat Pack)                                   | Alan Taylor       | Matthew Weiner                                | 2004. március 14.                    | 9,97 millió  |
| 55.  | 3.  | Hol van Johnny? (Where's Johnny?)                    | John Patterson    | Michael Caleo                                 | 2004. március 21.                    | 10,11 millió |
| 56.  | 4.  | Egy boldog család (All Happy Families...)            | Rodrigo García    | Toni Kalem                                    | 2004. március 28.                    | 9,69 millió  |
| 57.  | 5.  | Hiúságok máglyája (Irregular Around the Margins)     | Allen Coulter     | Robin Green & Mitchell Burgess                | 2004. április 4.                     | 9,75 millió  |
| 58.  | 6.  | Talált pénznek büdös a szaga (Sentimental Education) | Peter Bogdanovich | Matthew Weiner                                | 2004. április 11.                    | 9,93 millió  |
| 59.  | 7.  | Nulla esküvő, sok temetés (In Camelot)               | Steve Buscemi     | Terence Winter                                | 2004. április 18.                    | 9,08 millió  |
| 60.  | 8.  | Szülinapi parti (Marco Polo)                         | John Patterson    | Michael Imperioli                             | 2004. április 25.                    | 9,99 millió  |
| 61.  | 9.  | Pánikroham (Unidentified Black Males)                | Tim Van Patten    | Matthew Weiner és Terence Winter              | 2004. május 2.                       | 8,96 millió  |
| 62.  | 10. | Felvágott vacsorára (Cold Cuts)                      | Mike Figgis       | Robin Green & Mitchell Burgess                | 2004. május 9.                       | 8,48 millió  |
| 63.  | 11. | Te vagy az álmom (The Test Dream)                    | Allen Coulter     | David Chase és Matthew Weiner                 | 2004. május 16.                      | 8,81 millió  |
| 64.  | 12. | Bérelt parkolóhely (Long Term Parking)               | Tim Van Patten    | Terence Winter                                | 2004. május 23.                      | 9,53 millió  |
| 65.  | 13. | Illő tisztelettel (All Due Respect)                  | John Patterson    | David Chase és Robin Green & Mitchell Burgess | 2004. június 6.                      | 10,98 millió |

## 6. évad (2006-2007)
| Sor. | Év. | Cím                                                       | Rendező        | Író                                                             | Premier                           | Nézettség    |
| ---- | --- | --------------------------------------------------------- | -------------- | --------------------------------------------------------------- | --------------------------------- | ------------ |
| 66.  | 1.  | Csak tagoknak (Members Only)                              | Tim Van Patten | Terence Winter                                                  | 2006. március 12. 2008. január 8. | 9,47 millió  |
| 67.  | 2.  | Üdv a klubban! (Join the Club)                            | David Nutter   | David Chase                                                     | 2006. március 19.                 | 9,18 millió  |
| 68.  | 3.  | Súlyos testi sértés (Mayham)                              | Jack Bender    | Matthew Weiner                                                  | 2006. március 26.                 | 8,93 millió  |
| 69.  | 4.  | A véres valóság (The Fleshy Part of the Thigh)            | Alan Taylor    | Diane Frolov & Andrew Schneider                                 | 2006. április 2.                  | 8,83 millió  |
| 70.  | 5.  | Hideget és meleget (Mr. & Mrs. John Sacrimoni Request...) | Steve Buscemi  | Terence Winter                                                  | 2006. április 9.                  | 8,58 millió  |
| 71.  | 6.  | Élj szabadon, vagy dögölj meg! (Live Free or Die)         | Tim Van Patten | David Chase & Terence Winter és Robin Green & Mitchell Burgess  | 2006. április 16.                 | 7,94 millió  |
| 72.  | 7.  | Sztárlesen (Luxury Lounge)                                | Danny Leiner   | Matthew Weiner                                                  | 2006. április 23.                 | 8,49 millió  |
| 73.  | 8.  | A kismenő (Johnny Cakes)                                  | Tim Van Patten | Diane Frolov & Andrew Schneider                                 | 2006. április 30.                 | 8,54 millió  |
| 74.  | 9.  | Körből kárba (The Ride)                                   | Alan Taylor    | Terence Winter                                                  | 2006. május 7.                    | 8,49 millió  |
| 75.  | 10. | Áll az alku? (Moe n' Joe)                                 | Steve Shill    | Matthew Weiner                                                  | 2006. május 14.                   | 8,13 millió  |
| 76.  | 11. | Likviditási gondok (Cold Stones)                          | Tim Van Patten | Diane Frolov & Andrew Schneider és David Chase                  | 2006. május 21.                   | 8,18 millió  |
| 77.  | 12. | Kábulat és ébredés (Kaisha)                               | Alan Taylor    | Terence Winter és David Chase & Matthew Weiner                  | 2006. június 4.                   | 8,91 millió  |
| 78.  | 13. | Soprano házi mozi (Soprano Home Movies)                   | Tim Van Patten | Diane Frolov & Andrew Schneider és David Chase & Matthew Weiner | 2007. április 8.                  | 7,66 millió  |
| 79.  | 14. | Hatalmi harc (Stage 5)                                    | Alan Taylor    | Terence Winter                                                  | 2007. április 15.                 | 7,42 millió  |
| 80.  | 15. | Emlékszel még? (Remember When)                            | Phil Abraham   | Terence Winter                                                  | 2007. április 22.                 | 6,85 millió  |
| 81.  | 16. | Ha elkap a gépszíj (Chasing It)                           | Tim Van Patten | Matthew Weiner                                                  | 2007. április 29.                 | 6,76 millió  |
| 82.  | 17. | Légy férfi! (Walk Like a Man)                             | Terence Winter | Terence Winter                                                  | 2007. május 6.                    | 7,16 millió  |
| 83.  | 18. | Váratlan baleset (Kennedy and Heidi)                      | Alan Taylor    | Matthew Weiner és David Chase                                   | 2007. május 13.                   | 6,49 millió  |
| 84.  | 19. | Hullámok a fej fölött (The Second Coming)                 | Tim Van Patten | Terence Winter                                                  | 2007. május 20.                   | 7,34 millió  |
| 85.  | 20. | Krízishelyzet (The Blue Comet)                            | Alan Taylor    | David Chase és Matthew Weiner                                   | 2007. június 3.                   | 8,02 millió  |
| 86.  | 21. | Made in America (Made in America)                         | David Chase    | David Chase                                                     | 2007. június 10.                  | 11,90 millió |